# 日心说

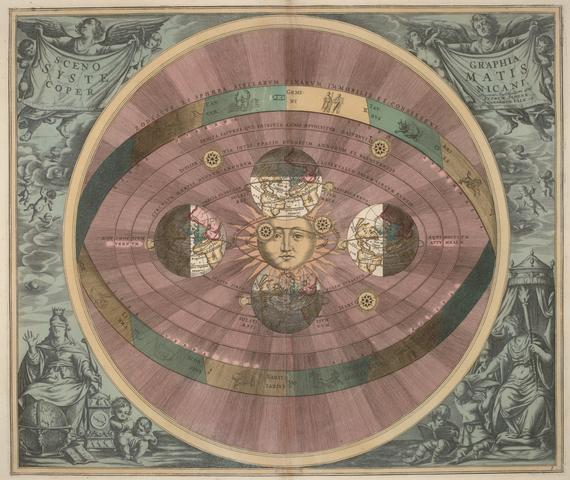
地動說的太陽系圖

天動說（上圖）與地動說（下圖）二者模型之比較

日心说，也称为地动说（英語：Heliocentrism），是关于天体运动的和地心说相对立的学说，它认为太阳是宇宙的中心，而不是地球。
哥白尼提出的日心说，簡潔而有力，推翻了长期以来居于统治地位的地心说，实现了天文学的根本变革。

## 日心说的历史

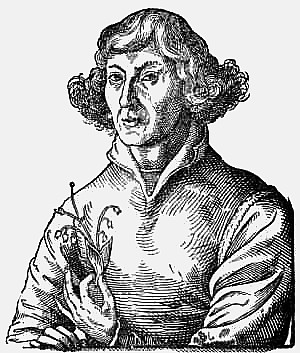
尼古拉·哥白尼積極推動地動說，作為解釋行星運動的模型

古希腊天文学家阿里斯塔克斯在公元前3世纪已提出这种看法。
通常认为完整的日心说宇宙模型是由波兰天文学家哥白尼在1543年发表的《天体运行论》中提出的，实际上在公元前300多年的赫拉克利特和阿里斯塔克斯就已经提到过太阳是宇宙的中心，地球围绕太阳运动。
坚实的大地是运动的这一点在古代是令人非常难以接受的，而另一方面托勒密的地心说体系能與当时的观测数据相当吻合，因此即使在《天体运行论》出版以后的半个多世纪裡，日心说仍然很少受到的关注，支持者更是非常稀少。
事实上，直到1609年伽利略聽聞且自己製作了天文望远镜，并以此发现了一些可以支持日心说的新的天文现象后，日心说才开始引起人们关注。这些天文现象主要是指：木卫体系的发现直接说明了地球不是宇宙的唯一中心，金星满盈的发现也暴露了托勒密体系的错误。
然而，由于哥白尼的日心说所得的数据和托勒密体系的数据都不能与第谷的观测相吻合，因此日心说此时仍不具优势。直至克卜勒以椭圆轨道取代圆形轨道修正了日心说之后，日心说在與地心说的竞争中才取得了真正的胜利。

## 哥白尼的日心说

《天体运行论》中哥白尼的宇宙观。

自己关于天体运动学说的基本思想撰写题为《短论》的论文。他認為地球有三种运动：
1. 一种是在地轴上的周日自转运动
2. 一种是环绕太阳的周年运动
3. 一种是用以解释二分岁差的地轴的回转运动

哥白尼在他的《天体运行论》一书中认为天体运动必须满足以下七点：
- 不存在一个所有天体轨道或天体的共同的中心
- 地球只是引力中心和月球轨道的中心，并不是宇宙的中心
- 所有天体都绕太阳运转，宇宙的中心在太阳附近
- 地球到太阳的距离同天穹高度之比是微不足道的
- 在天空中看到的任何运动，都是地球运动引起的
- 在空中看到的太阳运动的一切现象，都不是它本身运动产生的，而是地球运动引起的，地球同时进行着几种运动
- 人们看到的行星向前和向后运动，是由于地球运动引起的。地球的运动足以解释人们在空中见到的各种现象

哥白尼用以支持他的学说的论据，主要属于数学性质。他认为一个科学学说是从某些假说引申出来的一组观念。他认为真正的假说或者定理必须能够做到下面两件事情：
1. 它们必须能够说明天体所观测到的运动。
2. 它们必须不能违背毕达哥拉斯关于天体运动是圆周的和均匀的论断。

### 反对的观点
当时有许多反对的观点，但是哥白尼只能用当时的知识进行了反驳（不少可用現今物理學的慣性解釋），故某些觀點在現在看來未免錯謬。
- 反对理由：如果地球在转动，空气就会落在后面，而形成一股持久的东风。
  - 哥白尼答复：空气含有土微粒，和土地是同一性质，因此逼得空气要跟着地球转动。
  - （現今解釋：此错误的根本原因在于认为空气应该保持绝对静止状态，而事实是不存在绝对静止，空气会由于同地面的摩擦而保持相对静止，正如密封火车内无风。）
- 反对理由：一块石子向上抛去，就会被地球的转动抛在后面，而落在抛掷点的西面。
  - 哥白尼答复：由于受到本身重量压力的物体主要属于泥土性质，所以各个部分毫无疑问和它们的整体保持同样的性质。
  - （現今解釋：在石子向上前具有向西的角速度，依照慣性在空中也會有，而地球也一樣有這樣的角速度，所以看起來就像沒有角速度一樣，仅仅会产生难以觉察的科里奥利力。这也是相对静止的问题，和密封火车中抛石一样。）
- 反对理由：如果地球转动，它就会因离心力的作用变得土崩瓦解。
  - 哥白尼答复：如果地球不转动，那麼恒星的那些更庞大的球就必须以极大的速度转动，这一来恒星就很容易被离心力拉得粉碎。
  - （現今解釋：以Rω2方式求出地表附近離心加速度約是：0.0337 ms-2，而GM/R2得到的向心萬有引力是9.817 ms-2，兩個數值的巨大差異使得來自地心的萬有引力能輕鬆克服來自恆星的拉力，後者僅能在地球造成潮汐現象）

## 参見
- 哥白尼原則
- 哥白尼革命